# جردین ویبر
جردین ویبر (به انگلیسی: Jordyn Wieber) ژیمناست زادهٔ ۱۲ ژوئیهٔ ۱۹۹۵ میلادی اهل کشور ایالات متحده آمریکا است.